# هومستید (اکلاهما)
هومستید (به انگلیسی: Homestead) یک منطقهٔ مسکونی در ایالات متحده آمریکا است که در شهرستان بلین، اکلاهما واقع شده‌است. هومستید ۳۸۱٫۰ متر بالاتر از سطح دریا واقع شده‌است.